# 120038 Franlainsher
120038 Franlainsher è un asteroide della fascia principale. Scoperto nel 2003, presenta un'orbita caratterizzata da un semiasse maggiore pari a 2,3106708 UA e da un'eccentricità di 0,1614799, inclinata di 7,24075° rispetto all'eclittica.